# The Walt Disney Company Spain & Portugal
The Walt Disney Company Spain & Portugal, früher bekannt als The Walt Disney Company Iberia, ist ein Unternehmen für Multimedia und audiovisuelle Inhalte, das für die Vermarktung von Filmen, Medien, Videospielen, Parks und Resorts, Fernsehkanälen und anderen Produkten von The Walt Disney Company in Spanien und Portugal verantwortlich ist. Sie wurde 1990 gegründet.
Das Unternehmen hat derzeit 2 Kanäle in Spanien und 2 in Portugal und besitzt 20 % der Sociedad Gestora de Televisión Net TV, eine der neun spanischen terrestrischen Fernsehkonzessionen.

## TV-Kanäle

### Spanien
- Disney Channel: Es ist der Hauptkanal des Konzerns. Er begann 1998 mit der Ausstrahlung und sendet seit Juli 2008 frei empfangbar über DVB-T in Spanien. Er ist der einzige Sender mit dem Namen Disney Channel, der weltweit frei empfangbar sendet. Zusätzlich zum Hauptkanal gibt es einen Multiplex, genannt Disney Channel +1, für Pay-TV-Betreiber.
- Disney Junior: Es ist ein Kanal, der sich an Kinder im Vorschulalter richtet. Sie ging am 11. Juni 2011 auf Sendung.

#### Eingestellte TV-Sender
- Playhouse Disney: Es war ein Kanal, der sich an Vorschulkinder richtete und durch Disney Junior ersetzt wurde. Es war nur in Spanien erhältlich.
- Toon Disney: Es war ein Kanal, der sich an Kinder und Jugendliche richtete und durch Disney Cinemagic ersetzt wurde.
- Jetix: Es war ein Kanal, der sich an Kinder zwischen 4 und 18 Jahren richtete und durch Disney XD ersetzt wurde. Es war nur in Spanien erhältlich.
- Disney Cinemagic: Es war ein Kanal, der Disney-Filmen gewidmet war, aber auch Zeichentrickserien, meist aus Disney-Filmen. Sie begann am 1. Juli 2008 mit der Ausstrahlung und löste damit Toon Disney ab und wurde am 1. Januar 2015 eingestellt. Es hatte ein Multiplex namens Disney Cinemagic +1 und auch eine hochauflösende Version Disney Cinemagic HD.
- Disney XD: Ein Kanal, der sich an Kinder im Alter von 4 bis 18 Jahren richtet und Jetix ersetzt. Es wurde zwischen dem 18. September 2009 und dem 1. April 2020 ausgestrahlt.[3] Es hatte einen Multiplex namens Disney XD +1.

### Portugal
- Disney Channel: Es ist der Hauptkanal des Konzerns. Er ging am 28. November 2001 auf Sendung und strahlt die Zeichentrickserien und -programme der Gruppe aus.
- Disney Junior: Es ist ein Sender, der sich an Kinder im Vorschulalter richtet. Sie ging am 2. November 2012 auf Sendung.

#### Eingestellte TV-Sender
- Disney Cinemagic: Es war ein Kanal, der sich den Disney-Filmen widmete, aber auch den Zeichentrickserien, die aus den Disney-Filmen hervorgingen. Es gab einen digitalen Multikanal namens Disney Cinemagic HD, der am 1. Januar 2009 gestartet wurde und in High Definition ausgestrahlt wurde.
- ESPN America: Sportsender.
- ESPN Classic: Es war ein Kanal, der unter anderem klassische Sportarten, Biografien etc. zeigte.